# Paramiacis
Paramiacis es un género de miácidos extintos. Christian Mathis lo definió para diferenciar los miácidos europeos del género americano Miacis. Hay dos especies, P. exilis (Henri Filhol, 1876) y P. teilhardi (Mathis, 1987) que hasta los años ochenta habían sido considerados, no sin dudas, como una misma especie con un marcado dimorfismo sexual.